# Felix Steiner
Pour les articles homonymes, voir Steiner.
Felix Steiner, né le 23 mai 1896 à Stallupönen (province de Prusse-Orientale, Empire allemand) et mort le 12 mai 1966 à Munich (Allemagne de l'Ouest), est un général (Obergruppenführer) de la Waffen-SS à l'époque de la Seconde Guerre mondiale.
Il a commandé la division Wiking de la Waffen-SS.  

## Biographie
Felix Steiner naît en province de Prusse-Orientale dans une famille de confession protestante, religion qu'il garde ensuite tout le long de sa carrière.
Steiner rejoint l'armée en mars 1914, en tant qu'aspirant (Fahnenjunker) au sein du 41e régiment d'infanterie (de), à Tilsit. Il participe à la Première Guerre mondiale, au cours de laquelle il est gravement blessé en novembre 1914. Il est promu Leutnant (équivalent de sous-lieutenant) le 27 janvier 1915, puis Oberleutnant  (équivalent de lieutenant), le 10 octobre 1918, et est décoré de la croix de fer de deuxième puis de première classe.
En 1919, Steiner dirige une unité de Freikorps, à Memel, en province de Prusse-Orientale.

### Dans la Reichswehr
Steiner retourne dans l'armée en 1921 qu'il quitte avec le grade de Major (équivalent de commandant) en 1933.
Après l'arrivée au pouvoir des nazis, dès février 1933, Steiner s'inscrit au parti nazi et s'engage dans  la SA, où il participe à la militarisation de celle-ci dans le but de doter l'Allemagne d'une nouvelle armée. Il s'engage ensuite dans la SS en 1935 et est promu Standartenführer (équivalent de colonel) le 1er juillet 1936.

### Dans la SS, en tant qu'instructeur de haut rang et commandant de régiment
« La guerre totale nécessite certes des armées de masse, mais la décision appartient à des corps d'élite opérationnels de faible importance numérique, qui créent des brèches foudroyantes dans le corps de l'adversaire, le divisent, puis se retirent cédant la place à l'armée traditionnelle »

— Felix Steiner aux généraux de la Reichswehr.
Sous les ordres de Paul Hausser, mis à la tête de la SS-Verfügungstruppe (SS-VT), Steiner participe à leur entraînement et à leur développement. À partir d'octobre 1936, il est chargé de la formation militaire au sein de l'école de formation des officiers SS : la SS-Junkerschule Bad Tölz.
Il s’attache particulièrement à l’utilisation des armes automatiques et des grenades, au développement d’un esprit de corps, de camaraderie entre officiers et hommes de troupe, et à l’organisation de nombreuses épreuves sportives qui font des membres de la SS-VT des athlètes accomplis, dont les performances surprennent la Wehrmacht. Son modèle d'entraînement est fondé sur les tactiques des troupes d’assaut de la Première Guerre mondiale. La démonstration des capacités des SS-VT organisée par Himmler à Münster le 20 mai 1933 fait forte impression sur les officiers présents de la Reichswehr[source insuffisante].
À partir de mars 1939, Steiner est nommé à la tête du régiment « Deutschland » des SS-VT, avec le grade d’Oberführer (en termes d'équivalence, grade intermédiaire entre celui de colonel et celui de général de brigade). Il conduit son régiment lors de l'invasion, le 15 mars 1939, de la Tchécoslovaquie, puis de la campagne de Pologne dès le 1er septembre 1939 et enfin à compter du 10 mai 1940 lors de la campagne de France.
Au moment de la création officielle de la Waffen-SS au début de l'année 1940, à partir des effectifs de la SS-VT, il est l'un des hauts gradés de cette nouvelle force armée, rattachée pour tous les aspects opérationnels des combats à l'Oberkommando der Wehrmacht et qui est, dans tous les autres domaines, administrée par le SS-Führungshauptamt, structure de la Schutzstaffel de Himmler.
Il est décoré de la croix de chevalier de la croix de fer le 15 août 1940. Le 9 novembre 1940, il est promu Brigadeführer (équivalent du grade de général de brigade) .

« Je sais que je n'ai pas mérité moi-même cette haute décoration, mais qu'elle récompense le courage du régiment dont vous m'avez confié l'instruction, l'éducation et le commandement. Je suis également conscient que je n'aurais pas reçu cette décoration sans votre approbation personnelle. [...] J'essaierai de contribuer à votre œuvre par un travail infatigable. Heil Hitler »

— Lettre de remerciement de Felix Steiner à Heinrich Himmler.

### Au sein de la division SS- Wiking
Après les premières campagnes, Steiner est chargé par Heinrich Himmler à compter du 1er décembre 1940 de superviser la création et de prendre le commandement d'une nouvelle division de volontaires, la 5e division SS Wiking. Celle-ci est formée par des volontaires non-allemands ; à l'époque de sa création, ils sont essentiellement issus des Pays-Bas, de Wallonie et des pays scandinaves. Cependant, fin juin 1941, la division est à 90 % composée d'Allemands et ne comporte que 1 143 étrangers : 631 Néerlandais, 294 Norvégiens, 216 Danois, un Suédois et un Russe.
Après le déclenchement de l'opération Barbarossa, soit l'entrée des forces armées allemandes en Union soviétique à compter du 22 juin 1941, il réfléchit à un nouvel équipement personnel pour les troupes de la Waffen-SS et propose notamment une tenue de combat différente de la tenue "feldgrau" de la Wehrmacht ; elle sera de type "mouchetée" et elle deviendra peu à peu la tenue des troupes de la Waffen SS en opérations de guerre.  
À partir d'éléments disparates, Steiner fait de la division Wiking une formation compétente qu'il commande durant de nombreuses batailles sur le front de l'Est jusqu’à son départ pour prendre la tête du IIIe corps d'armée blindé SS en mai 1943, qui regroupe les 5e division SS Wiking et 11e division SS Nordland. Les trois quarts de l'encadrement de ce corps d'armée sont constitués par des Allemands ; lors de ce développement des effectifs, Steiner « réussit le difficile exercice d'accroître le noyau de base tout en demeurant une force « absolument homogène » ».
Cette unité massacre six cents Juifs galiciens en Ukraine, deux semaines seulement après le déclenchement de l'invasion de l'Union soviétique,.

### Au sein de la11earmée blindéeSS
En janvier 1945, Steiner et le IIIe SS-Panzerkorps sont transférés de la poche de Courlande pour aider à la défense du territoire allemand. Le 28 janvier 1945, Steiner est désigné comme commandant de la 11e armée blindée SS (11. SS-Panzerarmee), « qui en réalité avait à peine les effectifs et le potentiel d'un corps d'armée », rattachée au groupe d'armées Vistule.
Lorsque l'Armée rouge atteint l'Oder, la 11e armée blindée SS cesse ses activités et le IIIe SS-Panzerkorps est réaffecté à la 3e Panzerarmee, comme réserve pour la défense de Berlin. Durant la bataille de Halbe, la première bataille majeure de l'offensive contre Berlin, le général Gotthard Heinrici, commandant du groupe d'armées Vistule, transfère la plupart des divisions du IIIe SS-Panzerkorps vers la 9e armée du général Theodor Busse.
Le 1er avril, le 1er front biélorusse, commandé par le maréchal Gueorgui Joukov perce les lignes allemandes sur les hauteurs de Seelow. Sans tenir compte de la réalité, Hitler baptise les unités en loques sous les ordres de Steiner « Armeeabteilung Steiner », appellation nouvelle, à mi-chemin entre un corps et une armée. Il donne l'ordre à Steiner d'attaquer le flanc nord du saillant créé par le 1er front biélorusse pendant que la 9e armée, repoussée vers le Sud du saillant attaque vers le nord, afin de prendre les Russes en tenaille. Pour faciliter sa mission, Steiner se voit assigner trois divisions de la 9e armée, la 4e division SS « Polizei », la 5e Jägerdivision, la 25. Panzergrenadier-Division — qui se trouvent au nord du canal de Finow, sur le flanc nord du saillant de Joukov — et le LVIe Panzerkorps de Weidling, qui se trouve à l'est de Berlin, avec son flanc nord près de Werneuchen.
Les trois divisions le plus au nord doivent attaquer vers le sud à partir d'Eberswalde (sur le canal de Finow et à 24 kilomètres à l'est de Berlin) en se dirigeant vers le LVIe Panzerkorps, pour couper le saillant du 1er front biélorusse en deux.
Steiner a toujours été l'un des commandants préférés de Hitler, qui admire son attitude selon laquelle « le travail sera fait », et apprécie le fait que sa fidélité aille à la Waffen SS et non au corps des officiers prussiens. Joseph Goebbels apprécie lui aussi Steiner. À son propos, il écrit le 1er mars 1945, qu’« il est énergique et résolu et qu'il accomplit son travail avec fougue ». Il est aussi « l'enfant chéri » de Himmler, bien que celui-ci soit agacé et préoccupé par son attitude, Steiner le traitant de « romantique vaseux », le surnommant « le maigrichon Reichsheini » et critiquant ouvertement la stratégie du Führer tant sur le front de l'Ouest que sur celui de l'Est.
Cela n'empêche pas Steiner d'appeler le général Heinrici pour lui faire savoir que le plan conçu par Hitler est irréalisable. La 5e Jägerdivision et la 25e Panzergrenadier Division sont encore déployées de manière défensive, et elles ne peuvent être redéployées pour l'attaque avant que la IIe division de marine ne les relève ; cela ne laisse pour l'offensive que deux bataillons de la 4e division SS « Polizei », dépourvus de l'armement nécessaire.
Heinrici contacte Hans Krebs à l'OKH, en lui faisant savoir que la contre-attaque ne peut avoir lieu et en demandant, sans succès, à parler à Hitler.
Le 22 avril, lors de sa réunion de l'après-midi, Hitler apprend que Steiner refuse d'exécuter ses ordres. Il entre dans une crise de colère et éclate en sanglots, déclarant que la guerre est perdue, blâmant les généraux et annonçant qu'il restera à Berlin jusqu’à la fin et qu'il se suicidera. « L'effet [de la décision de Steiner] est électrique. Le sang se retire du visage de Hitler et il retombe sur sa chaise en tremblant. Son apparence, son attitude font penser à un coup de sang ou à une crise cardiaque ».

### La fin de la guerre
Steiner est fait prisonnier le 3 mai 1945. Toutes les charges contre lui, notamment celles de crimes de guerre et de crimes contre l'humanité, sont abandonnées et il est rapidement libéré, le 27 avril 1948.
Il consacre les deux décennies suivantes à écrire ses mémoires et plusieurs ouvrages sur la Seconde Guerre mondiale, considérés comme des plaidoyers pro domo, dont Die Armee der Geächteten (L’Armée des proscrits) et Die Freiwilligen (Les Volontaires). « Si son activité est celle qui de toutes, a le plus retenu l'attention dans les techniques d'assaut, [c'est] tout simplement parce qu'il a pris soin d'en faire la publicité après la guerre ».
Felix Steiner meurt le 12 mai 1966, à 69 ans.